# Joseph-Christian-Ernest Bourret
Joseph-Christian-Ernest Bourret, C.O., francoski rimskokatoliški duhovnik, škof in kardinal, * 9. december 1827, Saint-Etienne-de-Lugdarès, † 10. julij 1896, Rodez.

## Življenjepis
20. septembra 1851 je prejel duhovniško posvečenje.
19. julija 1871 je bil imenovan za škofa Rodeza; potrjen je bil 27. oktobra in 30. novembra istega leta je prejel škofovsko posvečenje.
12. junija 1893 je bil povzdignjen v kardinala in imenovan za kardinal-duhovnika S. Maria Nuova.